# West Gate Freeway

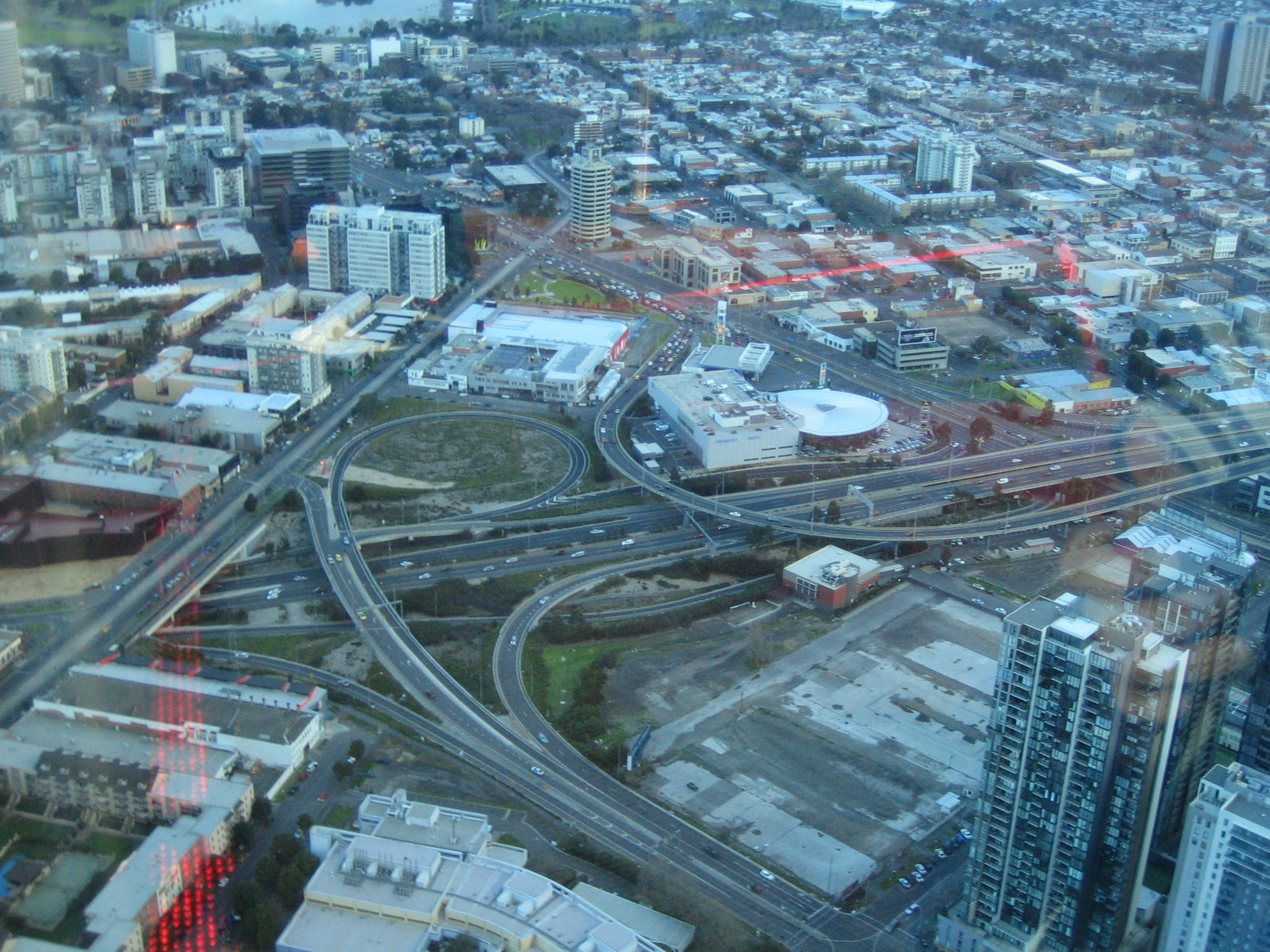
Kreuzung der Ein- und Ausfahrten des Burnley Tunnel, des Domain Tunnel, des West Gate Freeway, der Power Street und des Kings Way

Der West Gate Freeway (früher: Lower Yarra Freeway) ist eine Stadtautobahn in Melbourne im Süden des australischen Bundesstaates Victoria. Er verbindet den CityLink in South Melbourne mit dem westlichen Teil des Princes Freeway und der Western Ring Road in Altona North. Damit stellt er eine wichtige Verbindung zwischen der Innenstadt von Melbourne und Geelong dar.
Spektakulärster und bekanntester Teil des West Gate Freeway ist die West Gate Bridge über den Unterlauf des Yarra River.

## Geschichte
Der Freeway war ursprünglich im Melbourne Transportation Plan von 1969 als Freeway-Korridor F9 erwähnt. Er wurde Ende der 1960er-Jahre gebaut und 1971 dem Verkehr übergeben. Er erstreckte sich damals von der Melbourne Road und der Williamstown Road in Spotswood unmittelbar westlich der Mündung des Yarra River bis zur Kreuzung mit dem Princes Highway und der Little Boundary Road in Altona North und war als F82 nummeriert. Der Yarra River konnte damals nur mit einer Fähre überwunden werden, die nach Fertigstellung des Lower Yarra Freeway natürlich sehr viel häufiger frequentiert wurde.
Mit dem Bau der West Gate Bridge begann man kurz vor der Öffnung dieses Freeways.und konnte sie trotz der Verzögerung wegen des teilweisen Einsturzes 1978 in Betrieb nahmen. Somit wurde der Freeway bis zur Südwestecke der Innenstadt von Melbourne verlängert. Damals änderte man den Namen auch in ‚West Gate Freeway’, um an seine komplette Eröffnung zu erinnern. Vom 16. November 1978 bis 29. November 1985 war für die Benutzung der West Gate Bridge eine Maut fällig. Die Mautstationen lagen auf der Stadtseite der Brücke, wo heute die Servicestationen liegen. Der National Highway 1, der früher über die Geelong Road (Princes Highway West) und über die Smithfield Road, die Flemington Road und die King Street durch die Innenstadt verlief, wurde auf den Freeway umgelegt und erreichte des Kings Way über die Rogers Street, die Lorimer Street und die Clarendon Street.
Wegen des zusätzlichen Verkehrs, den der West Gate Freeway anzog und auch zu Erhöhung der Straßenverkehrssicherheit wurde der Freeway 1987 schließlich bis zum Kings Way oberhalb der Kreuzung mit der Grant Street in Hochlage verlängert. Die Verbreiterung des ursprünglich vierspurigen Freeways auf sechs Spuren westlich der Brücke wurde 1993 durchgeführt; 2000 folgte die Verbreiterung auf acht Fahrspuren. Mit der Fertigstellung der Western Ring Road, die am Westende direkt an den Highway anschließt, und den CityLink im Osten, der den Highway mit dem Monash Freeway verbindet, dient er auch als südliche Umgehung der Innenstadt von Melbourne.
Der gesamte Freeway wurde als M1 und als Touristenroute T2 (zwischen der Kreuzung mit der Melbourne Road und Williamstown Road in Spotswood und der Montague Street in Port Melbourne) ausgewiesen.

### Ausbau 2008
Das Verkehrsaufkommen auf dem West Gate Freeway ist ständig angestiegen, sodass schließlich 180.000 Fahrzeuge täglich den Freeway passieren. Verkehrsstaus gibt es häufig an den Kreuzungen mit der Montague Street und der Bolte Bridge. Am 1. Mai 2008 verkündete der Verkehrsminister Tim Pallas Details des Ausbaus:
- Bau einer Auffahrt in Hochlage vom Kings Way stadtauswärts zum Freeway.
- Neue Auffahrten an der Montague Street.
- Eine zusätzliche Verbindungsstraße von der Bolte Bridge zum Freeway.
- Verbreiterung des Freeway zwischen Todd Road und Montague Street
- Neubau der Kreuzung mit der Montague Street

Ende 2010 wurden die Arbeiten abgeschlossen. Der Ausbau des Freeways erhielt 2011 den Australian Construction Achievement Award.

## Verlauf

### Ausbauzustand
Der West Gate Freeway beginnt an der West-Gate-Kreuzung in Altona North als achtspuriger Freeway. Er ist übergangslos an die Western Ring Road (M80) und den westlichen Teil des Princes Freeway (M1) angeschlossen, gewährt aber auch Zufahrt zum Princes Highway(Geelong Road) (S83).
Bald nach der Überquerung des Yarra River wechselt der Highway in Hochlage, die er bis zu seinem Ende beibehält. Es gibt Ein- und Ausfahrten von der/zur Innenstadt von Melbourne. Weiter östlich, nach der Ausfahrt Power Street, führt der Highway in den mit elektronischer Mautkontrolle ausgestatteten Burnley Tunnel des CityLink.

### Wichtige Kreuzungen und Anschlüsse
| West Gate Freeway                                                                        |              |                                                                                        |
| Anschlüsse Richtung Westen                                                               | Ausfahrt Nr. | Anschlüsse Richtung Osten                                                              |
| Ende West Gate Freeway weiter als Princes Freeway West nach Geelong                      | W10          | Beginn West Gate Freeway vom Princes Freeway West                                      |
| Ballarat, Adelaide, Sydney Western Ring Road                                             | W10          | Beginn West Gate Freeway vom Princes Freeway West                                      |
| Altona, Brooklyn Grieve Parade                                                           | W8           | keine Ausfahrt                                                                         |
| Altona, Sunshine Millers Road                                                            | W7           | Sunshine, Altona Millers Road                                                          |
| FRACHTEISENBAHNLINIE NEWPORT-SUNSHINE                                                    | --           | FRACHTEISENBAHNLINIE NEWPORT-SUNSHINE                                                  |
| weiter als                                                                               | W6           | Footscray, Williamstown Williamstown Road Melbourne Road                               |
| Williamstown, Footscray Melbourne Road Williamstown Road                                 | W6           | zusammen mit                                                                           |
| EISENBAHNLINIE NACH WERRIBEE                                                             | --           | EISENBAHNLINIE NACH WERRIBEE                                                           |
| WEST GATE BRIDGE                                                                         | --           | WEST GATE BRIDGE                                                                       |
| Port Melbourne Todd Road                                                                 | W5           | Port Melbourne Todd Road                                                               |
| COLES EXPRESS WEST GATE SOUTH SERVICECENTER                                              | --           | COLES EXPRESS WEST GATE NORTH SERVICECENTER                                            |
| Bendigo, Sydney CityLink                                                                 | W4           | Bendigo, Sydney CityLink                                                               |
| zusammen mit                                                                             | W3           | Docklands, South Melbourne Montague Street                                             |
| South Melbourne, Docklands Montague Street Keine Zufahrt vom Kings Way (Princes Highway) | W3           | weiter als                                                                             |
| St. Kilda, Innenstadt von Melbourne Kings Way (Princes Highway)                          | W2           | St. Kilda; zur Frankston Kings Way (Princes Highway)                                   |
| Southbank, Innenstadt von Melbourne Power Street                                         | W1           | Southbank, Innenstadt von Melbourne Power Street                                       |
| Beginn West Gate Freeway weiter vom CityLink (Domain Tunnel)                             | --           | Ende West Gate Freeway weiter als CityLink (Burnley Tunnel) nach Dandenong / Traralgon |